# از دیروز
«از دیروز» (به انگلیسی: From Yesterday) تک‌آهنگی از ترتی سکندز تو مارس است که در سال ۲۰۰۶ میلادی منتشر شد.